# Rhue
A Rhue  folyó Franciaország területén, a Dordogne bal oldali mellékfolyója.

## Földrajzi adatok
A Francia-középhegységben ered  kb. 1 300 méter magasságban, és Bort-les-Orgues-nél torkollik a Dordogne-ba.  
Mellékfolyói a Santoire, Tarentaine és a Petite Rhue.

## Megyék és városok a folyó mentén
- Puy-de-Dôme: Besse-et-Saint-Anastaise
- Cantal: Condat
- Corrèze: Bort-les-Orgues